# TOxxxIC
「TOxxxIC」（トキシック）は、平野綾の11枚目のシングル。2013年2月20日に ユニバーサルシグマから発売された。

## 概要
Lantisからユニバーサルシグマへ移籍後第1弾のシングル作品となり、シングルリリースは「Hysteric Barbie」以来2年8ヶ月ぶりとなる。海外の作曲家やニコニコ動画で活躍しているアーティストを作詞曲、プロデュースに起用。「VOCALOID」に似せた歌い方をした曲など、アルバム「FRAGMENTS」に引き続き様々なジャンルに挑戦している。キャッチコピーは「あたし1人に本当の君を見せてよ」。

## 収録曲
1. TOxxxIC [4:03]
作詞：藤林聖子、作曲：Steve Diamond、David Glass、編曲：八王子P
2. ミライボイジャー [4:06]
作詞・作曲：じん（自然の敵P）、編曲：伊橋成哉
3. ミライボイジャー - アヤVer. -   [4:06]
4. TOxxxIC - Instrumental - [4:01]
5. ミライボイジャー - Instrumental - [4:03]

## 初回盤特典
初回盤にはDVDが特典として付属されている。
1. TOxxxIC -Music Video- 
2. TOxxxIC -Music Video Making-